# Дадаршиш
Дадаршиш (VI—V века до н. э.) — полководец в персидской армии Дария I. Будучи армянином по происхождению, стоял во главе персидских войск направленных в Армению для подавления восстания. В Бехистунской надписи, в одном из упоминаний о полководце сообщается: 
Армянина, по имени Дадаршиш, моего подчиненного, я послал в Армению [и] так ему сказал: "Иди и разбей мятежное войско, [которое] не признает меня.
В Армении, Дадаршиш трижды наносил поражения восставшим. Сперва мятежники были разбиты близ селения Зуза, затем у крепости Тигра, после чего у крепости Виам.

## Примечание
1. ↑  Дандамаев, М. А.К. Политическая история Ахеменидской державы / Лившиц В.А. — Москва: Наука, 1985. — С. 92. — 318 с.Оригинальный текст (рус.)Много хлопот причинило Дарию и восстание в Армении, где полководцы Дария, армянин Дадаршиш и перс Ваумиса, безуспешно пытались усмирить мятежников. Крупное сражение произошло еще 31 декабря 522 г. в местности Изала, на бывшей ассирийской территории, где восставшие также установили свой контроль. Армия Дария, по-видимому, потерпела поражение, хотя Бехистунская надпись утверждает, что мятежники были разбиты наголову. После этого полководцы Дария уклонялись от активных военных действий до 21 мая 521 г., когда они приняли бой у местности Зузахия в Армении. Через шесть дней у крепости Тигра в Армении произошла новая битва. Но сломить упорство восставших армян все еще не удавалось. Поэтому на помощь войску, которым командовали Ваумиса и Дадаршиш, Дарий направил новые отряды. 21 июня 521 г. около горы Уяма армяне потерпели поражение от войска Дадаршиша, а в конце июня того же года Ваумиса одержал победу над ними в местности Аутиара. Армения была покорена после семи месяцев борьбы, при этом восставшие в пяти сражениях потеряли убитыми 5097 человек, 2203 было взято в плен.
2. ↑  Энциклопедия Ираника, статья ARMENIA AND IRAN ii. The pre-Islamic period Архивная копия от 10 декабря 2018 на Wayback Machine: Оригинальный текст (англ.)The conquests of Cyrus the Great made them subjects of the Persians. They seceded at the time of Darius I’s accession, but two expeditions, the first led by Dādarši, himself an Armenian, the second under Vahumisa, a Persian, ended their rebellion (DB 2.37-63).
3. ↑  Пьер Бриан «From Cyrus to Alexander: A History of the Persian Empire», изд. Eisenbrauns, 2002. Стр. 121, 352: Оригинальный текст (англ.)(121) During the reigns of Cyrus and Cambyses, many local nobles willingly collaborated with Persian power. Let us recall, for example, that Darius was supported by a Persian-Median army and that one of his lieutenants was the Mede Takhmaspada, who led the army to victory against the Sagartian rebel who claimed to be descended “from the stock of Cyaxares.” Darius also names the Armenian Dadarsi, who supported him in Armenia. 
(352) In any case, the presence of Iranians other than Persians around the king is not open to doubt. Specifically, we know of Datis, to whom nearly all the ancient sources assign a Median origin; two of his sons, Harmamithras and Tithaeus, commanded all the mounted troops of Xerxes in 480 (Herodotus VII.88). We also know that in 522, along¬side the Persian generals (Hydarnes, Vaumisa, Hystaspes, Vivana, Vidafarnah, Dadarsi of Bactria, Artavardiya, Gobryas), Darius appointed an Armenian, Dadarsi (sent to Armenia) and a Mede, Takhmaspada (sent to Sagartia).
4. ↑  Глава XXIX. Закавказье и сопредельные страны в период эллинизма // История Востока. — Москва: Восточная литература, 2002.
5. ↑  Петросян С.Г. Путь отступления армии Дадаршиша (арм.) = Դադարշիշի զորաբանակի նահանջի երթուղին // Историко-филологический журнал, № 3 . pp. 151-164. ISSN 01350536. — 1982. — ISSN 0135-0536. Архивировано 14 июля 2014 года.
6. 1 2  Бехистунская надпись Дария I Архивная копия от 29 сентября 2013 на Wayback Machine //перевод В. И. Абаева